# Ad Neeleman
Adriaan Dirk Neeleman (Róterdam, 7 de noviembre de 1964) es un lingüista neerlandés cuya lengua materna es el alemán, pero residente en Gran Bretaña, donde ostenta la cátedra de lingüística inglesa del University College London.
Se doctoró en la Universidad de Utrecht en 1994, si bien ya para entonces había escrito bastante sobre sintaxis, semántica y fonología, y especialmente sobre las relaciones entre estas disciplinas. Su trabajo se enmarca dentro de la gramática generativa.
Neeleman es coautor de las monografías Flexible Syntax: A Theory of Case and Arguments (1998; con Fred Weerman) y Beyond Morphology (2004; with Peter Ackema). Su trabajo ha aparecido además en publicaciones especializadas como Linguistic Inquiry, Natural Language and Linguistic Theory y Lingua.
- Datos: Q4678174